# Desirée (película)
Desirée es una película de Estados Unidos dirigida por Henry Koster sobre el guion de Annemarie Selinko y Daniel Taradash que se estrenó en 1954 y tuvo como protagonistas a Marlon Brando, Jean Simmons y Merle Oberon.
La película narra la historia de Desirée, tema que ya fuera tratado en la película Le Destin fabuleux de Désirée Clary, dirigida en 1942 por Sacha Guitry, si bien en realidad Desirée no jugó en la vida de Napoleón un papel tan importante como muestra la película. Por este filme fueron nominados para los Premios Oscar Lyle Wheeler, Leland Fuller, Walter M. Scott, Paul S. Fox a la Mejor Dirección de Arte y Rene Hubert y Charles LeMaire al Mejor Vestuario.

## Reparto
- Marlon Brando: Napoléon Bonaparte
- Jean Simmons: Desirée
- Merle Oberon: Joséphine de Beauharnais
- Michael Rennie:  Jean-Baptiste Bernadotte
- Cameron Mitchell: José Bonaparte
- Elizabeth Sellars: Julia
- Charlotte Austin: Paulina Bonaparte
- Cathleen Nesbitt: Madre de Bonaparte
- Evelyn Varden: Marie
- Isobel Elsom: Mme Clary
- John Hoyt: Talleyrand
- Alan Napier: Despreaux
- Richard Deacon: Etienne Clary
- Richard Garrick: Conde Regnaud
- Sam Gilman: Fouché

## Comentario
La película no solo relata parte de la vida de Desideria Clary sino también el nacimiento después de la Revolución Francesa y durante el Primer Imperio de una sociedad francesa diferente en la que se trató de formar una nueva clase alta con miembros de la antigua nobleza y clérigos que se plegaron a la revolución como Talleyrand y Sieyès, políticos revolucionarios de origen humilde como Fouché, algunos generales destacados en las luchas napoleónicas como Bernadotte y el propio Napoleón, integrando un gobierno y una burocracia corrompida que los favorecía. Si bien la figura de Napoleón es presentada al principio como amable y correcto, incluso enamorado, a medida que se desarrolla aparece el ambicioso y frío aunque con toques de imaginación y genialidad. A diferencia de otros filmes, este Napoleón impone con su presencia y su voz la contundencia y autoridad del personaje, seguramente por la interpretación que hace Marlon Brando, quien estaba en la cumbre de su carrera actoral.